# Музыкальные инструменты Джона Леннона

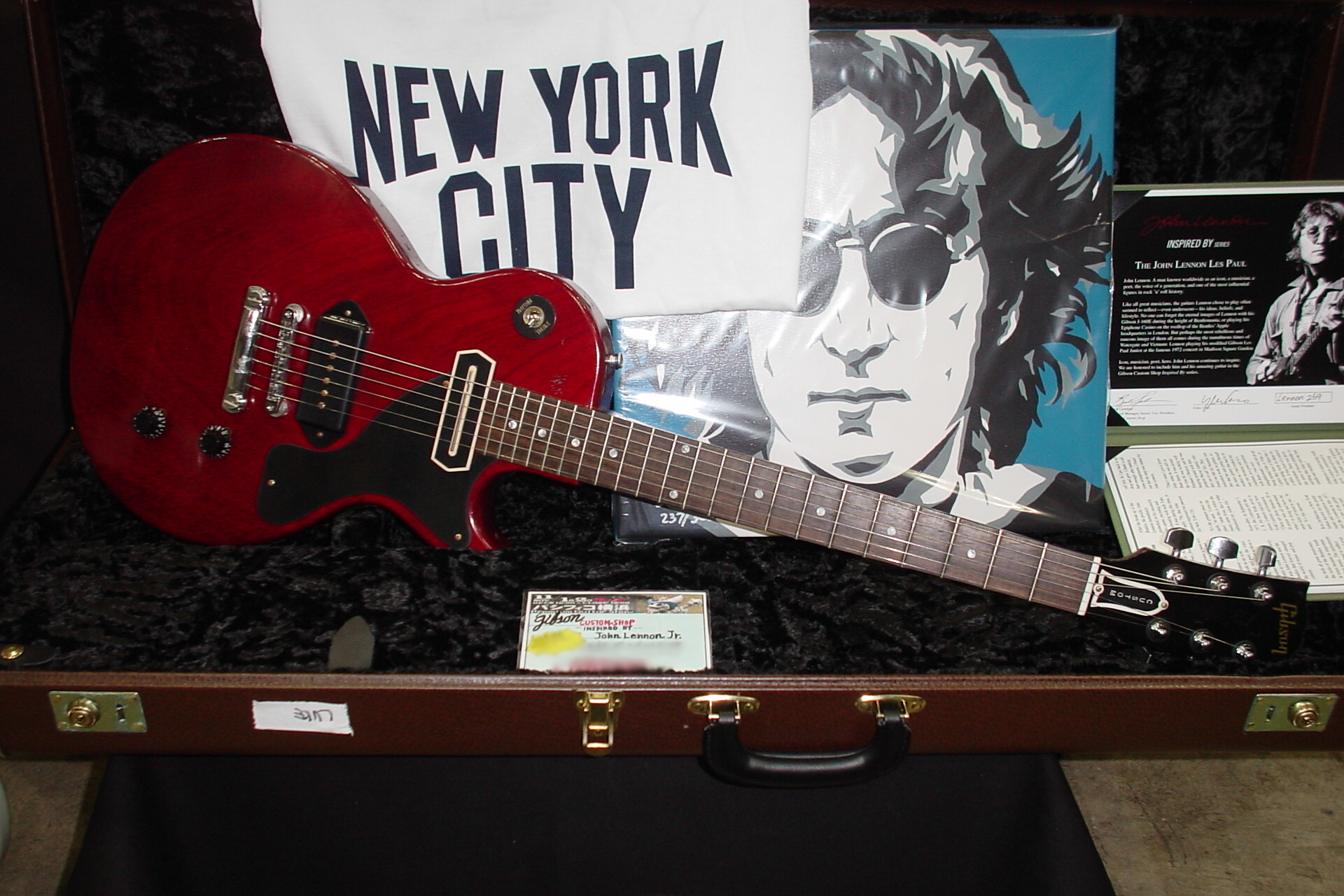
Гитара Gibson Les Paul Junior серии «John Lennon»

Музыка́льные инструме́нты Джо́на Ле́ннона были разнообразны и многочисленны, а всемирная слава артиста привела к тому, что его личный выбор оказал сильное влияние на предпочтения будущих поколений исполнителей.

## Истоки
Джон Леннон играл на различных гитарах как в составе The Beatles, так и во время своей сольной карьеры. В первую очередь на Rickenbacker (четыре варианта модели) и Epiphone Casino, а также на различных вариациях Gibson и Fender.
Другим его излюбленным инструментом было фортепиано, на котором он также сочинил много песен. Например, песня «I Want to Hold Your Hand» (1963) была сочинена Ленноном и Полом Маккартни когда музыканты вместе играли на фортепиано.
Мы много чего написали вместе, оставаясь вдвоём, что называется, глаза в глаза. Так было с «I Want to Hold Your Hand». Мы тогда были в доме Джейн Эшер — в подвальчике, где стояло пианино, на котором мы играли вдвоём. У нас была строчка «Oh you-u-u... got that something...». И тут Пол берёт тот самый аккорд. Я поворачиваюсь к нему и говорю: «Вот оно! Ну-ка повтори!». Тогда мы писали именно так — играя что-то друг у друга под носом.

В своём последнем большом интервью, записанном Дэвидом Шеффом для журнала Playboy, Леннон вспоминал: 
Я мог играть только на губной гармошке и знал два аккорда на гитаре. Я играл на гитаре как на банджо. Я учился у своей мамы, которая умела играть только на банджо, поэтому на моей гитаре было всего пять струн. Пол научил меня, как правильно играть на гитаре, но мне пришлось разучивать аккорды, играя левой рукой, потому что Пол был левшой. Поэтому я учил их как бы вверх ногами, а потом придя домой исправлял всё уже под себя.
Музыкальное мастерство Леннона вышло за рамки гитары и фортепиано, когда он продемонстрировал навыки игры на губной гармошке на ранних записях The Beatles. Первоначально мать артиста, Джулия Леннон, показала ему как играть на банджо, и посоветовала ему научиться играть на гитаре, когда они вместе практиковались, «сидя вдвоём и терпеливо [упражняясь], пока мне не удалось разучить все аккорды». По словам Леннона, именно Джулия познакомила его с рок-н-роллом и активно поощряла реализацию музыкальных амбиций сына. После смерти Джулии в 1958 году инструмент больше никто не видел, его местонахождение остается загадкой.
Кроме фортепиано Леннон играл на других клавишных инструментах (электрическое фортепиано, орган Хаммонда, фисгармония, меллотрон, клавесин, клавиолина), саксофоне, гармонике, шестиструнной бас-гитаре (либо он, либо Джордж Харрисон, когда Маккартни играл на пианино или гитаре), а также перкуссии (в студии).

## Реплики гитар

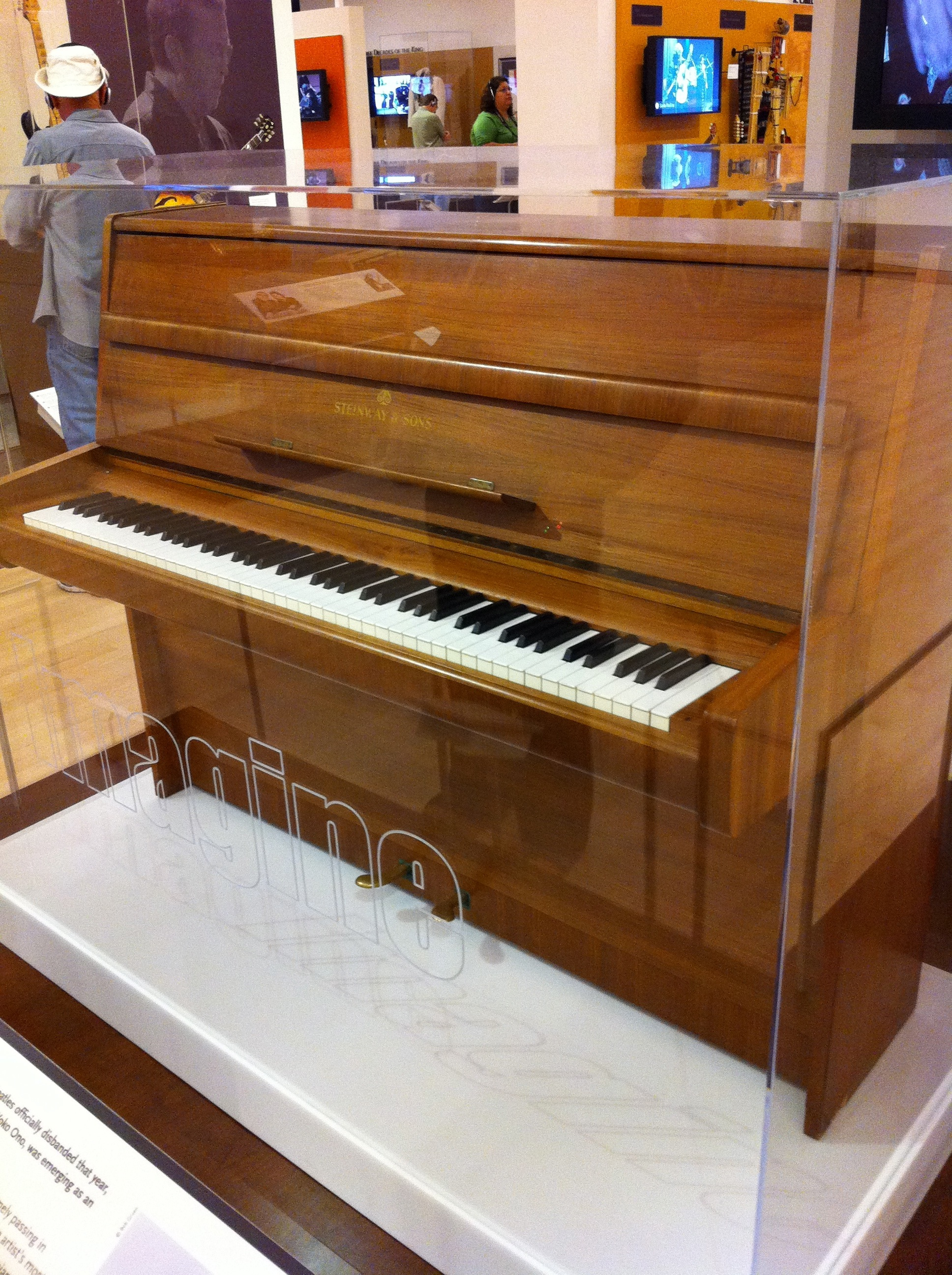
Фортепиано фирмы Steinway, на котором была написана «Imagine»

Компания Rickenbacker производит несколько именных электрогитар Леннона (под брендом «Lennon»), фирма Gibson также перевыпускала ограниченное количество копий J-160E и «вдохновленный» Ленноном Les Paul, копирующий модифицированный Junior. Epiphone также производит две гитары в линейке «Lennon»: EJ-160e и Casino, вдохновлённые инструментами музыканта.
В ноябре 2015 года акустическая гитара Леннона J-160E Gibson была продана на аукционе за 2,4 миллиона долларов. В том же году электрогитара музыканта фирмы Rickenbacker ушла с молотка за 910 тысяч долларов.

## Фортепиано
Леннон написал свой самый большой сольный хит «Imagine» на пианино фирмы Steinway. В 2000 году это пианино было куплено Джорджем Майклом на аукционе за 1,45 миллиона фунтов стерлингов. Позже пианино участвовало в благотворительной гастролирующей выставке под названием Imagine Piano Peace Project.

## Звуковые эффекты
Леннон использовал различные источники звука для своих песен, такие как радиоприемники, звуковых эффекты, резонаторы и даже собственное сердцебиение. Он записал свое сердцебиение, сердцебиение Оно и их ребенка в качестве звуков для Wedding Album и Unfinished Music No.2: Life with the Lions.

## Инструменты

### Гитары
- Rickenbacker 325 (четыре модели[2]):
  - Его первая модель 1958 года[15], модифицированная вибрато Бигсби и нестандартными ручками управления, получила прозвище «Hamburg».
  - Шестиструнная модель 1964 года, серийный номер DB122, по прозвищу «Miami»[16].
  - Двенадцатиструнная модель (аналогична DB122) с хвостовиком в форме трапеции. Использовался всего несколько раз в студии, в том числе во время записи «Every Little Thing». В дальнейшем Леннон использовал её дома для написания песен.
  - Модель Rose Morris 1996 с отделкой Rickenbacker’s Fireglo и стандартным звуковым отверстием. Использовалась музыкантом после того, как повредился его второй Rickenbacker. Леннон использовал её в домашней студии. Впоследствии она была подарена Ринго Старру[17], который продал ее на аукционе в 2015 году[18].
- Epiphone Casino[англ.] (в 1968 году самостоятельно очистил гитару от краски цвета Sunburst, снял накладку[англ.] и заменил стандартные колки на золотые Grovers[англ.])[19].
- Двенадцатиструнная акустика Framus Hootenanny[англ.], использовавшаяся во время студийных сессий Beatles for Sale, Help! и Rubber Soul и, возможно, во время записи «Polythene Pam».
- Gibson Les Paul Jr.[англ.] который был модифицирован за счет добавления звукоснимателя Charlie Christian.
- Электроакустический Gibson J-160E[англ.][20].
- Gibson SJ-200[англ.]. В «The Beatles: Get Back» Леннон играет на этой электроакустической гитаре (покрытие Sunburst, цветочный узор на накладке и нижний порожек виде «усов») в разных песнях.
- Fender Stratocaster 1962 года с отделкой Sonic Blue использовался музыкантом с 1965 по 68 годы[18].
- Fender The STRAT[англ.]: карамельно-яблочно-красный «Strat» с латунной фурнитурой с гальваническим покрытием из 22-каратного золота, купленный в 1980 году.
- Fender Telecaster
- Höfner Senator: по словам Джорджа Харрисона, он был куплен в 1960 году и использовался для написания песен. Впоследствии подарен роуди группы Мэлу Эвансу.
- Guild Starfire XII: была подарена Леннону Гильдией в августе 1966 года, вероятно, она использовалась для записи партии 12-струнной гитары в «While My Guitar Gently Weeps». Скорее всего, использовалась в его домашней студии, каким-то образом она попала ко второму мужу Йоко Оно, Энтони Коксу[англ.]. В настоящее время экспонируется в Hard Rock Cafe в Гонолулу, Гавайи.
- Gretsch 6120[англ.]: (использовалась во время сессий альбома Revolver), использовалась для написания песен в домашней студии музыканта. С 1967 года находилась у двоюродного брата Леннона Дэвида Берча. В настоящее время выставлена на экспозиции в Зале славы рок-н-ролла.
- Martin D-28 1965 года (куплена в начале 1967 года и увезена в Индию в феврале 1968-го).
- Акустическая гитара фирмы Ovation.
- Сделанная на заказ акустическая гитара фирмы Yamaha, подаренная ему женой Йоко Оно.
- Гитара модели Höfner, использовалась Ленноном после того как повредилась Gallotone Champion.
- Gibson Les Paul 25/50 (была подарена Джулиану в 1978 году)[21]
- Fender Bass VI[англ.][22]
- Vox Guitorgan[англ.], Леннон получил его в подарок от Дика Денни, изобретателя инструмента. В конце концов Леннон подарил гитару, вместе со своим Höfner Senator, гастрольному менеджеру The Beatles и своему другу Мэлу Эвансу. Позже она была продана с аукциона[23]
- Sardonyx: очень редкая гитара, созданная Джеффом Левином с индивидуально подобранной электроникой от Кена Шаффера[англ.]. Леннон играл на Sardonyx во время записи альбома Double Fantasy[24] и использовал его на сессии в день смерти[25]

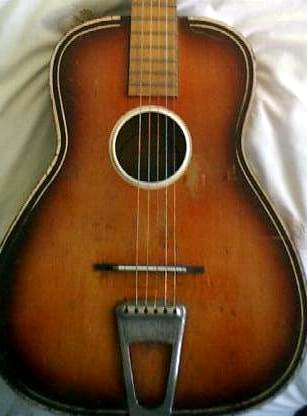
Gallotone Champion
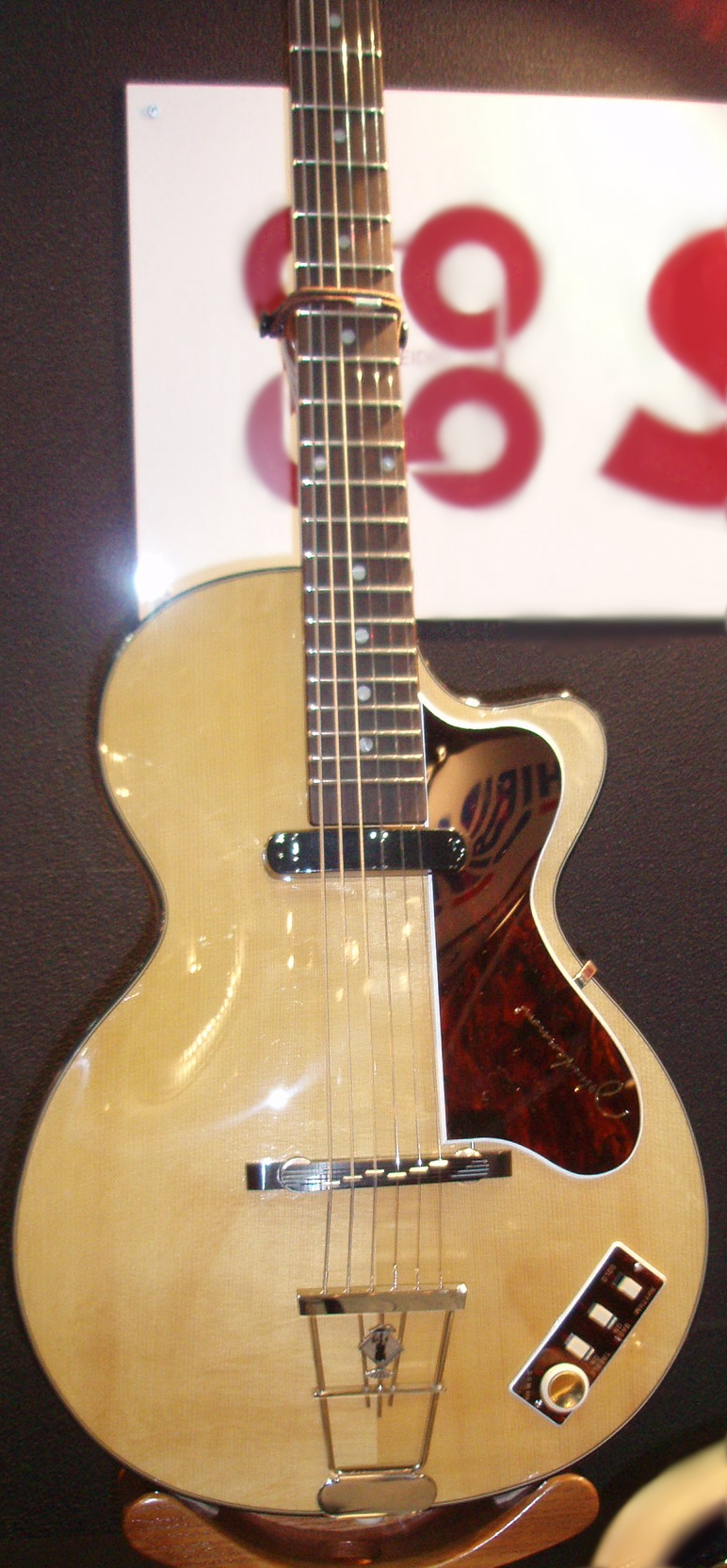
Hofner Club40 John Lennon Edition
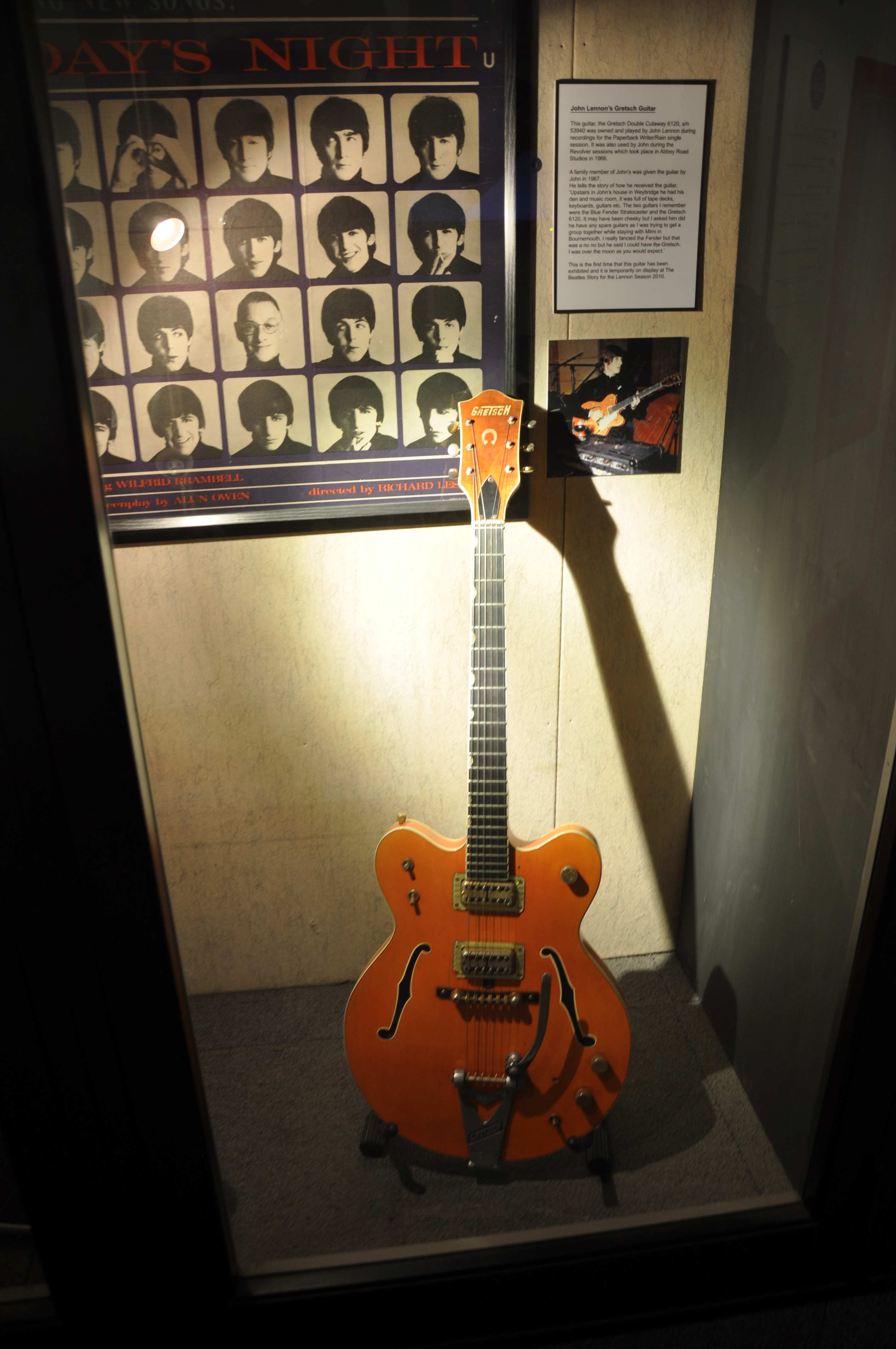
John Lennon's Gretsch 6120 (S/N 53940)
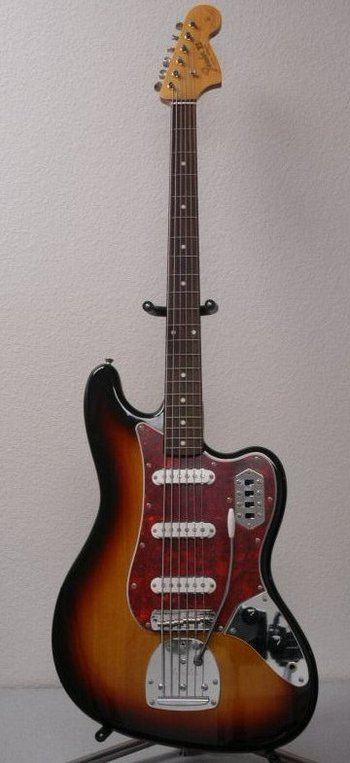
Fender Bass VI
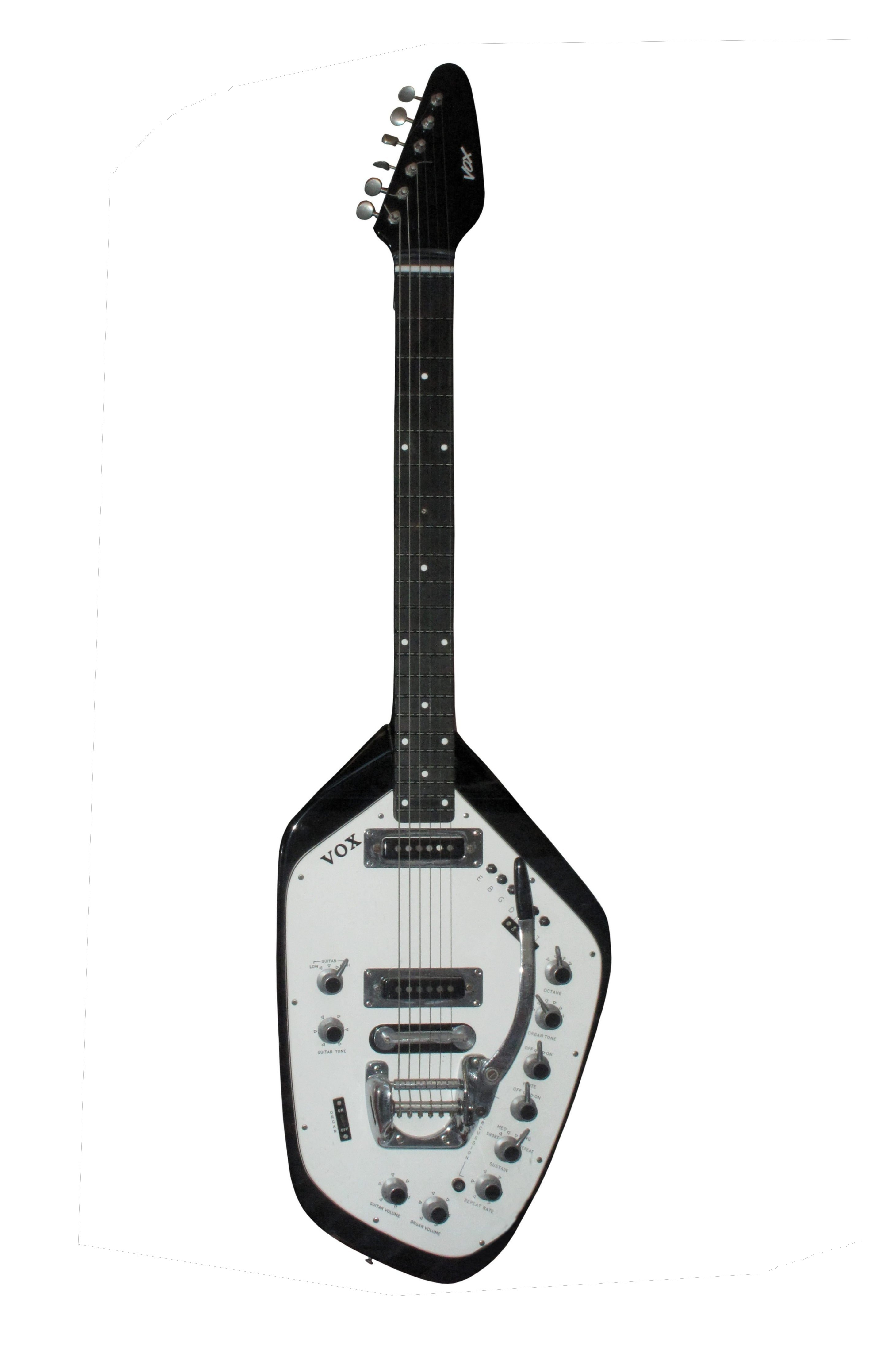
Vox V251 Guitorgan
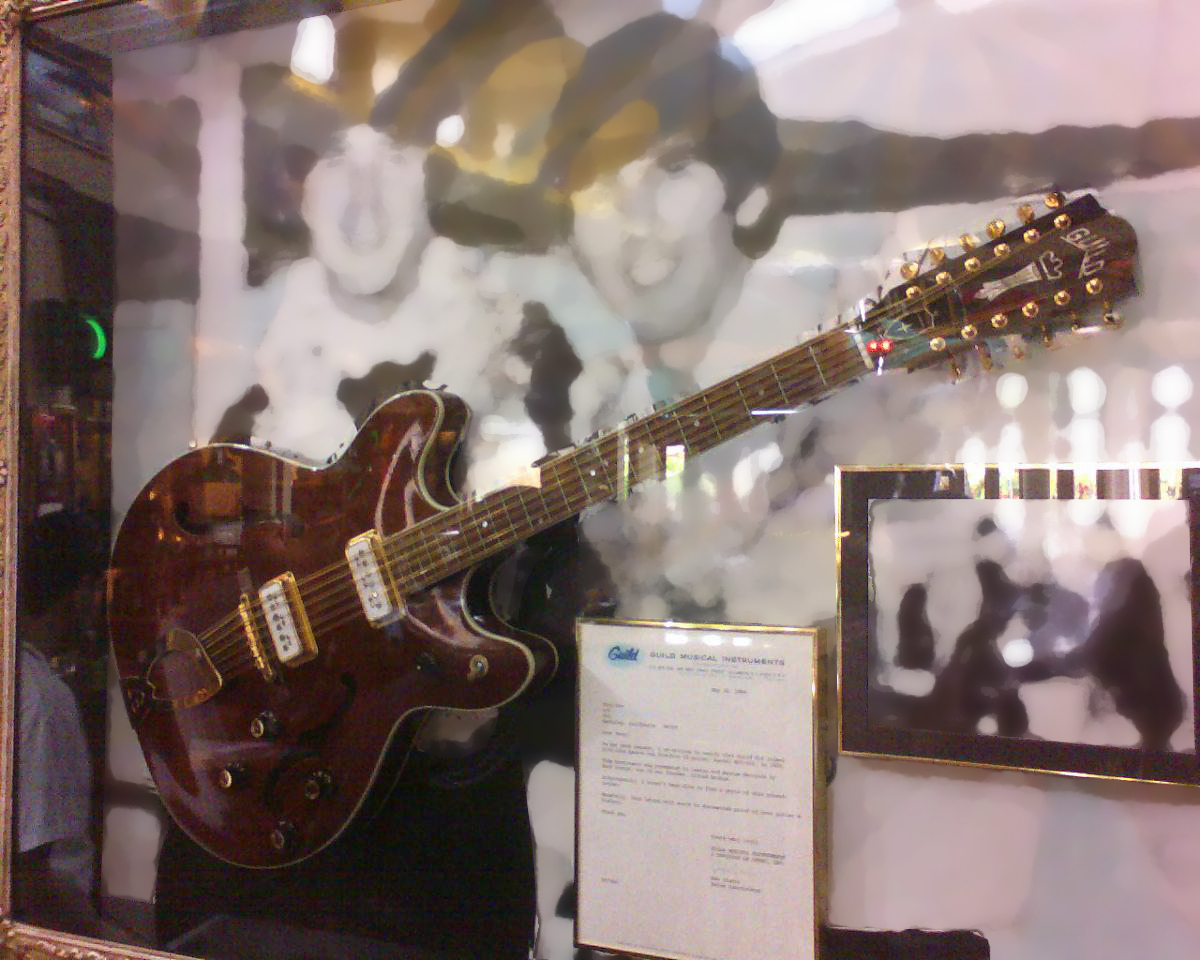
The Beatles' 1966 Guild Starfire XII 12-string

### Усилители
- Различные усилители Vox, такие как AC-30, UL7120 и UL730[26] и Super Beatle.
- Различные усилители Fender[англ.], такие как Deluxe Reverb[англ.] и Twin Reverb[англ.].
- Усилители Marshall

### Педали эффектов
- Vox Tone Bender
- Dallas Arbiter Fuzz Face[англ.] pedal (использовалась во время сессий Let It Be)
- Gibson Maestro Fuzz pedal
- Vox Wah pedal

### Клавишные
- Пианино Steinway, модель Z[11][12].
- Концертный рояль Bechstein D-280.
- Фортепиано Rhodes, Wurlitzer[англ.] и Hohner Pianet[англ.].
- Меллотрон (модель MK II использовалась только в доме Леннона и сейчас находится на Interscope Records).
- Синтезатор Moog использовался во время создания Abbey Road.
- Sequential Circuits Prophet-5, использовался во время создания Double Fantasy.
- Vox Continental использовался в студии и во время концерта на стадионе Shea Stadium (где сломался). Несколько других Continental с одинарным и двойным механическим управлением были замечены в студии и в доме Джона в 1966–70 годах.
- Клавинет[англ.]
- Орган Хаммонда[27]
- Фисгармония
- Клавесин
- Клавиолина[англ.]

### Гармоники
- Различные диатонические, хроматические, аккордовые и басовые губные гармоники Hohner.

### Перкуссия
- Бубен
- Маракасы
- Ковбелл
- Конга